# エコワールド沖縄
株式会社エコワールド沖縄は、沖縄県沖縄市に本社をおくシステムの企画設計、製造販売の会社である。
2003年5月にグリーンシート銘柄に指定される。
2005年頃には、同社が開発した次世代型蓄電システムの海外展開を行っていた。
2008年9月にグリーンシート指定取消。取消後も特許技術等を梃子に2年程度事業継続するものの、製品開発量産化･市場投入等に失敗し、資金繰りに窮することとなり、事業停止の状態。

## 沿革
- 1999年3月 - 沖縄県沖縄市に設立。全天候型ソーラー電源システムの製造、販売業を開始。
- 2001年7月 - 沖縄県沖縄市登川2791番地1より沖縄県沖縄市諸見里3-1-5へ移転。
- 2003年1月 - フクオカベンチャーマーケットに参加（福岡県の事前審査による参加承認）。
- 2003年5月21日 - グリーンシート銘柄指定。
- 2006年9月2日 - グリーンシート指定取消。